# 梁榮忠
梁榮忠（英語：Joey Leung Wing-Chung，1965年9月10日—），香港男演員，香港電台電視部製作節目主持、演員、導演、編劇及戲劇導師。

## 簡歷
梁榮忠的母校為保良局總理聯誼會第一小學和聖馬可中學，在1990年於香港演藝學院戲劇學院（文憑）畢業，並於2011年修畢香港演藝學院戲劇學院的藝術碩士（主修表演）課程。另外，2013年畢業於香港中文大學，獲得文化管理碩士。多年來遊走於電台、電視台、舞台、電影、文字、網絡的不同媒介及崗位，包括演員、導演、編劇、戲劇導師、主持。現主力從事創作，以跨媒體創作人自居。
近年舞台作品包括香港戲劇協會《大癲世界》（導演），獲提名最佳導演（2008）、糊塗戲班《情信》首演及重演（導演）、ie studio《B + 蒸發》（導演）、《赤色・藍房間》（導演、演員）、《一切原本井井有條》（導演、編劇），獲提名小劇場獎最佳女演員（2014）、觀塘劇團《扭計情殺案》（導演）、觀塘劇團《斷到正》（導演）、流星飛過後許願前的一秒 （香港電台第二台、勞工處及「展翅青見計劃」）（導演）。
近年電視作品包括香港電台電視部《同里有親》（導演）、Now TV《雙梁計》（主持）、港台電視31《凝視香港30秒》短片之《家是香港?!》（導演及編劇）。
網絡作品則包括香港電台《我係我 ─ 梁榮忠》（導演、編劇及演員）、中秋節短片之《搣悪氹的一天》（導演、編劇及演員）、《瘋show快活人》短片之《真正倒神遇著呂臣》（導演、編劇及演員）、身前行動主辦的《杜琪峯與您「器官捐贈30秒短片」創意大賽 》參賽短片《眼淚》（導演、編劇及主演）《第三屆 微電影「創+作」支援計劃(音樂篇)》參賽作品　XX 西裝友（導演及編劇《瘋show快活人》短片之《不同世界同一天空》（導演、編劇及演員）、香港電台第二台《家・多一點愛》連續劇（2016）導演及編劇、香港電台第二台《家多一點愛　同心一家親》連續劇（2017）導演、編劇及演員、香港電台第一台《精靈一點》x 香港器官移植基金會 - 《愛 延續》三集短片（2018）導演、編劇及演員。
近年電影作品包括《香港電台第二台、勞工處及「展翅青見計劃」》微電影《流星飛過後許願前的一秒》（導演、編劇及主演），首映禮為 2016年11月26日於奧海城The Sky戲院舉行，並於2017年1月1日及1月30日在港台電視31播放。
廣播工作包括香港電台第二台《有冇搞錯》、《瘋Show快活人》、《一個鐘一個梁榮忠》及《開心日報》（主持）（上任日期為2018年6月13日）。
曾為香港演藝學院校友會執委會委員、香港戲劇協會2015-17年度幹事會常務幹事、香港舞台劇獎、香港電影評論學會大獎頒獎禮及CASH金帆音樂獎頒獎典禮常任司儀。
2015年參加身前行動主辦的《杜琪峯與您「器官捐贈30秒短片」創意大賽》，導演、編劇及主演參賽短片《眼淚》，獲得「公開組季軍 及 網上最受歡迎」獎。
2016年參加《第三屆 微電影「創+作」支援計劃（音樂篇）》，導演及編劇參賽短片《XX 西裝友》，獲得「最佳微電影編劇獎」、「最佳微電影製作大獎 - 銀獎」及「最佳微電影女主角 - 銅獎」。
2017年5月主持TVB《李克勤30周年演唱會校園LIVE》音樂特輯（播出日期為2017年6月18日），及為李克勤專輯《30克》導演新曲《失魂記》MV。
2017年7月31日與李克勤參與TVB《最緊要好好玩消暑版》錄影，播出日期為2017年9月1日。
2018年6月13日起接何守信棒加入香港電台第一台主持《開心日報》。
由於TVB 翡翠台從2018年3月起晚間重播《刑事偵緝檔案系列》，該劇與參與該劇之演員再次人氣急升，梁榮忠於2018年6月客串演出 100毛／毛記電視 製作 Nature Valley 網絡廣告（《仍是偵緝檔案》 第一集 大結局 － 零食失竊案），播出日期為2018年6月26日。
2019年2月參加《第六屆 微電影「創+作」支援計劃（音樂篇）》資助組別二（專業組），導演及編劇參賽短片《一切原本井井有條》，女主角為鍾舒祺，獲得「最佳微電影編劇獎」、「最佳微電影攝影獎」、「最佳微電影製作大獎 - 銀獎」及「最佳微電影女主角 - 銀獎」。
2019年4月6日起，逢星期六晚九至十時，與法醫人類學家李衍蒨一同主持香港電台第一台《法醫研究所》。
2020年10月19日起，逢星期一至五早上六時到十時，與崔潔彤、蒙為亮、林蕙、白原顥一同主持香港電台第二台晨早節目《晨光第一線》。
2021年2月6日起，逢星期六晚八時半，與梁嘉琪、可宜、陳湛文一同主持港台電視31節目《周末8點半》。

## 興趣愛好
梁榮忠自言喜歡日本特攝文化，並且是高達模型的忠實支持者。至2017年為止，他已擔任過多屆《GUNPLA BUILDERS WORLD CUP (GBWC) 高達模型王大賽香港地區預賽》的評審員。2014年曾獲《Platform》雜誌第二期邀請為日本《PLANETS》誌回顧所有高達作品，並獲『香港的馬沙』稱號。

## 導演作品

### 微電影

#### 香港電台RTHK
| 年份 | 片名                                            | 備註                                                  |
| 2016 | 流星飛過後許願前的一秒《香港電台第二台 微電影》 | 導演、編劇及主演 飾 方Sir（首映日期：2016年11月26日） |

### 電視劇

#### 香港電台RTHK
| 年份 | 劇名                             | 備註                   |
| 2014 | 《同里有親》第七、八集           | 導演                   |
| 2022 | 《獅子山下2022》得閒飲茶上、下集 | 監製、導演、編劇、演員 |

### MV
| 年份 | 歌曲                      | 備註 |
| 2017 | 失魂記 （《30克》李克勤） | 導演 |
| 2019 | 印象 （鍾舒祺）           | 導演 |

### 短片

#### 香港電台RTHK
| 年份 | 片名                                                                      | 備註             |
| 2014 | 香港電台第二台《我係我》短片之《梁榮忠 1、2》                             | 導演、編劇及演員 |
| 2015 | 香港電台第二台《RTHK Mine》APP 中秋節短片之《搣悪氹的一天》               | 導演、編劇及演員 |
| 2015 | 香港電台第二台《RTHK Mine》APP《瘋show快活人》短片之《真正倒神遇著呂臣》  | 導演、編劇及演員 |
| 2016 | 香港電台第二台《RTHK Mine》APP 《瘋show快活人》短片之《不同世界同一天空》 | 導演、編劇及演員 |
| 2016 | 港台電視31《凝視香港30秒》短片之《家是香港?!》                            | 導演及編劇       |
| 2016 | 香港電台第二台《家・多一點愛》連續劇                                      | 導演及編劇       |
| 2017 | 香港電台第二台《家・多一點愛 同心一家親》連續劇                           | 導演、編劇及演員 |
| 2017 | 香港電台第二台《RTHK Mine》APP 《一個鐘一個梁榮忠》宣傳短片               | 導演、編劇及演員 |
| 2018 | 香港電台第一台《精靈一點》x 香港器官移植基金會 《愛 延續》短片 共三集     | 導演、編劇及演員 |

#### 其他
| 年份 | 片名                                                                                           | 備註                           |
| 2014 | 夢想 《第二十三屆香港舞台劇獎頒獎禮》短片                                                      | 導演、編劇及主演               |
| 2015 | 眼淚《杜琪峯與您「器官捐贈30秒短片」創意大賽 參賽及得獎作品》                                  | 導演、編劇及主演（詳見於獎項） |
| 2016 | XX 西裝友《第三屆 微電影「創+作」支援計劃（音樂篇）參賽及得獎作品》                            | 導演及編劇（詳見於獎項）       |
| 2019 | 一切原本井井有條《第六屆 微電影「創+作」支援計劃（音樂篇）資助組別二（專業組）參賽及得獎作品》 | 導演及編劇（詳見於獎項）       |

## 演出作品

### 電視劇

#### TVB
| 首播 | 劇名                                   | 角色                                                 |
| 1988 | 不要回頭                               | 暴風少年                                             |
| 1991 | 卡拉屋企                               | 梁善祥（林子祥）                                     |
| 1992 | 極度空靈 之魔 （第8集）                | 登                                                   |
| 1994 | 不可思議星期二（第2輯）之降頭（第7集） | 男友今世                                             |
| 1994 | 黃飛鴻系列之鐵膽梁寬                   | 牙擦蘇                                               |
| 1995 | 金牙大状（贰）                         | 夏過山                                               |
| 1995 | O記實錄                                | Funky                                                |
| 1995 | 一切從失蹤開始                         |                                                      |
| 1995 | 天降奇緣                               | 江尚和                                               |
| 1995 | 刑事偵緝檔案                           | 李忠義（義仔）                                       |
| 1995 | 刑事偵緝檔案II                         | 李忠義（義仔）                                       |
| 1997 | 刑事偵緝檔案III                        | 李忠義（義仔）                                       |
| 1997 | 濟公                                   | 濟公（李修元）（於1996年海外發行，1997年翡翠台播映） |
| 1997 | 美味天王                               | 銓/銓父                                              |
| 1998 | 聊齋 (貳) 之 隔世追情（第26 - 30集）   | 楊大勇                                               |
| 1998 | 師奶強人                               | 許文強                                               |
| 1998 | 西遊記(貳)                             | 黑熊精                                               |
| 1998 | 廉政行動1998                           | 盧一俊                                               |
| 1999 | 千里姻緣兜錯圈                         | 賀家寶（Sam）                                        |
| 2005 | 阿旺新傳                               | 主持人（第10集）                                     |
| 2012 | 我外母唔係人                           | 丁辰                                                 |

#### ATV
| 首播 | 劇名               | 角色                 |
| 2000 | 我和殭屍有個約會II | 堂本厄爾尼諾 / 魔 星 |
| 2003 | 濟公傳奇           | 志通和尚             |

#### 有線寬頻i-CABLE
| 首播 | 劇名                | 角色   |
| 2004 | 《靈異偵緝檔案 I》  | 關蜀勳 |
| 2004 | 《靈異偵緝檔案 II》 | 關蜀勳 |

#### 香港電台RTHK
| 首播 | 劇名                                                                      | 角色                                               |
| 1987 | 《暴風少年》之《阿貓與狗仔》                                              | 狗仔                                               |
| 1991 | 《香港夢》之《美好星期天》                                                |                                                    |
| 1991 | 《性本善》之《抑鬱天使》                                                  |                                                    |
| 1994 | 《獅子山下》之《再進沈園》                                                |                                                    |
| 1996 | 《普通話戲中戲》之《真實的謊言》                                          |                                                    |
| 1999 | 《百老薈》之《三人行》                                                    | George                                             |
| 1999 | 《百老薈》之《獨立日》                                                    | 蟹仔                                               |
| 2000 | 《寫意空間》之《週日床上的顧西蒙 - 丘世文》                               | 顧西蒙                                             |
| 2001 | 《女人多事幹》之《話事PAIR》                                              |                                                    |
| 2001 | 《春風伴我行2001》之《家長會》                                            |                                                    |
| 2001 | 《綠像新人類》之《黑色氣劇》                                              | 神探                                               |
| 2003 | 《廉潔選舉百分百》                                                        | 中學教師阿安                                       |
| 2004 | 《20高飛 : 香港演藝學院二十周年特輯》                                     |                                                    |
| 2006 | 《賭海迷徒 2006》之《賭徒的迷思》                                         |                                                    |
| 2009 | 《海關故事》：《赫爾墨斯行動》                                            | 瘦鬼                                               |
| 2010 | 《教育電視》《防火滅火保平安（消防安全家居篇）                            |                                                    |
| 2010 | 《沒有牆的世界》第一集《第三選擇》                                        |                                                    |
| 2011 | 《非常平等任務》第五集《男人不給力》                                      | 王順                                               |
| 2011 | 《有房出租》之《地產霸權》                                                | 田九                                               |
| 2011 | 《一屋住家人》之《一個夠晒數？》                                          | 輝哥                                               |
| 2012 | 《警訊》之《虐兒案件特輯》之《亂・愛 Part 3》                             | Maggie丈夫                                         |
| 2012 | 《生活逼人》系列《窮爸爸・笑爸爸》                                        | 友情演出                                           |
| 2012 | 《愛・無滋》微電影                                                        |                                                    |
| 2014 | 《獅子山下2014》之《夜同行》                                              | 林炎                                               |
| 2014 | 《同里有親》第七、八集                                                    | 導演                                               |
| 2014 | 香港電台第二台《我係我》短片之《梁榮忠 1、2》                             | 導演、編劇及演員                                   |
| 2015 | 《總有出頭天 II》之《築伊人》                                             | 工程項目經理Gordon                                 |
| 2015 | 香港電台第二台《RTHK Mine》APP 中秋節短片之《搣悪氹的一天》               | 導演、編劇及演員                                   |
| 2015 | 香港電台第二台《RTHK Mine》APP《瘋show快活人》短片之《真正倒神遇著呂臣》  | 導演、編劇及演員                                   |
| 2015 | 《獅子山下2015》之《兩個月亮》                                            | 經理人Kind                                         |
| 2016 | 香港電台第二台《RTHK Mine》APP 《瘋show快活人》短片之《不同世界同一天空》 | 導演、編劇及演員                                   |
| 2016 | 港台電視31《凝視香港30秒》短片之《家是香港?!》                            | 導演及編劇                                         |
| 2016 | 香港電台第二台《家・多一點愛》連續劇                                      | 導演及編劇                                         |
| 2016 | 香港電台第二台 微電影《流星飛過後許願前的一秒》                           | 導演、編劇及主演 方Sir（首映日期：2016年11月26日） |
| 2017 | 香港電台第二台《家多一點愛 同心一家親》連續劇                             | 導演、編劇及演員                                   |
| 2017 | 香港電台第二台《RTHK Mine》APP 《一個鐘一個梁榮忠》宣傳短片               | 導演、編劇及演員                                   |
| 2022 | 港台電視31 《獅子山下2022》 得閒飲茶                                      | 監製、導演、編劇及演員                             |

#### 香港特別行政區政府
| 首播 | 劇名                       | 角色 |
| 2009 | 職業安全健康局 之 難兄難弟 | 李奇 |

#### 其他
| 首播 | 劇名                    | 角色          |
| 2002 | 書劍恩仇錄 （唐人影視） | 七當家-徐天宏 |
| 2003 | 叛逆戰隊 （新加坡）     | 白景龍        |

### 節目演出
（無特別指明為擔任主持）

#### TVB
| 年份       | 節目名                                           | 備註                                     |
| 1990-1992  | Sunday新地帶                                     |                                          |
| 1991       | 第41屆全日本紅歌星大賽                           | 演出                                     |
| 1991-1994  | 歡樂今宵                                         | 主持兼參與演出                           |
| 1991       | 歡樂滿東華                                       | 演出                                     |
| 1992       | 慈善星輝仁濟夜                                   | 演出                                     |
| 1992       | 金猴接福迎新歲                                   | 演出                                     |
| 1992       | 群星公益大派對                                   | 演出                                     |
| 1992       | 志蓮演藝同心獻關懷                               | 演出                                     |
| 1992-1994  | 勁歌金曲                                         |                                          |
| 1992       | 國際群獅鑽禧耀香江                               | 演出                                     |
| 1992       | 奇案直銷講場（第6集）                            | 嘉賓                                     |
| 1992       | 第十一屆新秀歌唱大賽                             | 演出                                     |
| 1992       | 暑假玩到盡                                       |                                          |
| 1992       | 九三無綫勁Show博覽會                             | 嘉賓                                     |
| 1992-1993  | 叻人新世紀                                       |                                          |
| 1993       | 慈善星輝仁濟夜                                   | 表演嘉賓                                 |
| 1993       | 國際華裔小姐競選                                 | 表演嘉賓                                 |
| 1993       | 永安旅遊話你知：點解杜拜、土耳其、埃及咁好玩     |                                          |
| 1993       | 親子也瘋狂（第5集）                              | 嘉賓                                     |
| 1993       | 減災扶貧閉幕匯演                                 |                                          |
| 1993       | 反斗碧波群星大挑戰                               | 演出                                     |
| 1993       | 深愛着你陳百強                                   |                                          |
| 1993       | 卿撫你的心                                       | 演出                                     |
| 1993       | 清潔香港邁向光輝21年                             | 演出                                     |
| 1994       | 叻人玩轉新世紀                                   |                                          |
| 1994       | 江山如此多FUN第2輯（第11集）                     | 嘉賓                                     |
| 1994       | 歡樂滿東華                                       | 演出                                     |
| 1994       | 香港搞笑工程（第10集）                           | 嘉賓                                     |
| 1994       | 萬人紅星勁唱除夕迎95                             | 演出                                     |
| 1995       | 慈善星輝仁濟夜                                   | 演出                                     |
| 1995       | 小小大整蠱                                       |                                          |
| 1995       | 南極追蹤                                         |                                          |
| 1995       | 寰宇風情（捷旅紐西蘭特輯）                             |                                          |
| 1995       | 花弗新世界                                       | 嘉賓                                     |
| 1995       | 運財智叻星（第8集）                              | 嘉賓                                     |
| 1995-1996  | 我愛鬥一番                                       |                                          |
| 1995       | 人生交叉點（第21集）                             | 嘉賓                                     |
| 1996       | 為食到日本                                       |                                          |
| 1996       | K-100                                            |                                          |
| 1996       | 奧運群星智激鬥                                   |                                          |
| 1996       | 搶灘越嶺大行動                                   |                                          |
| 1996       | 鬼馬禽獸哈哈SHOW                                 | 嘉賓                                     |
| 1996       | 超級無敵獎門人（第8集 及 金裝超級無敵獎門人）    | 嘉賓                                     |
| 1996       | 將軍澳有樓有FUN奪萬金                            | 嘉賓                                     |
| 1996       | 威PHONE八面娛樂圈（第3集）                       | 嘉賓                                     |
| 1996       | 穿梭丹麥夢幻國                                   | 嘉賓                                     |
| 1996       | 聯中傳奇之對對紅人對對戰                         | 嘉賓                                     |
| 1996       | 罪惡剋星勁爆SHOW                                 | 演出                                     |
| 1996       | 廣告大贏家（第3集）                              | 嘉賓                                     |
| 1997       | 梁詠琪清新自然演唱會                             |                                          |
| 1997       | 回到未紅時                                       |                                          |
| 1997       | 人生交叉點第2輯（第3集）                         | 嘉賓                                     |
| 1997       | 助人自助樂施夜                                   | 演出                                     |
| 1997       | 超級無敵獎門人之再戰江湖（第18集）               | 嘉賓                                     |
| 1997       | 星光燦爛仁愛堂                                   | 嘉賓                                     |
| 1998       | 1997年度十大勁歌金曲頒獎典禮                     | 頒獎嘉賓                                 |
| 1998       | 永安旅遊話你知：點解東歐咁好玩                   |                                          |
| 1998       | 無線超經典要賽                                   |                                          |
| 1998       | 飛躍99國際舞蹈大賽                               |                                          |
| 1999       | 新華旅遊反斗俱樂部                               | 嘉賓                                     |
| 1999       | 全球華人歌唱大賽(香港區)                         |                                          |
| 1999       | 特務真面目                                       |                                          |
| 1999       | 海陸暢遊SUPER FUN                                |                                          |
| 1999       | 天下無敵獎門人（第14集）                         | 嘉賓                                     |
| 1999       | 公益金屋開心show（第5集）                        | 嘉賓                                     |
| 2003       | 一廠最美的一夜                                   | 嘉賓                                     |
|            | 許冠文喜劇解構                                   |                                          |
| 2004       | 梁詠琪音樂特輯                                   |                                          |
| 2005       | 香港直播                                         |                                          |
| 2005       | 東張西望                                         |                                          |
| 2005       | 無綫喜劇之王                                     |                                          |
| 2005       | 娛樂七日鮮                                       |                                          |
| 2005       | 繼續無敵獎門人（第22集 及 第31集）               | 嘉賓                                     |
| 2005       | 殘酷一叮                                         |                                          |
| 2005       | 星想事成                                         | 嘉賓                                     |
| 2005       | 百法百眾第1輯（第4集）                           | 嘉賓                                     |
| 2005       | 百法百眾第2輯（第21集）                          | 嘉賓                                     |
| 2005       | 香港小姐競選                                     |                                          |
| 2005       | 萬千星輝賀台慶                                   |                                          |
| 2006       | 15/16星級加強版（第25-27集）                     |                                          |
| 2006       | 心大心細                                         | 嘉賓                                     |
| 2006/10/29 | TVB8．百盛愛心呈獻：百家盛情知音樂滿城           |                                          |
| 2006       | 遊戲天王（第23-25集）                            | 嘉賓                                     |
| 2007       | 問題娛樂圈                                       | 嘉賓                                     |
| 2007       | 豬圓玉潤迎新歲                                   |                                          |
| 2007       | 咁樣認第一                                       |                                          |
| 2007       | 更上一層樓                                       | 嘉賓                                     |
| 2007       | 最緊要進步                                       | 嘉賓                                     |
| 2007       | 勇闖玉珠峰                                       |                                          |
| 2007       | 殘酷一叮馬來西亞擂台戰                           |                                          |
| 2007       | 食神探路 之 玩・味雙城                           |                                          |
| 2007       | 開心聊齋（第7集）                                | 嘉賓                                     |
| 2007-2008  | 事必關己                                         |                                          |
| 2008       | 福鼠迎春報吉祥                                   |                                          |
| 2008       | 好友移城                                         |                                          |
| 2008       | 越大班人越好玩                                   |                                          |
| 2009       | 職安健知多啲                                     |                                          |
| 2009       | 大班冰皮月餅潮食新配搭                           |                                          |
| 2009/07/12 | 香港獨家                                         |                                          |
| 2017/06/18 | 李克勤30周年演唱會校園LIVE                       | 應李克勤邀請於其母校舉行之演唱會擔任司儀 |
| 2017/09/01 | 最緊要好好玩消暑版（第5集 - 《叻人新世紀》回歸） | 嘉賓                                     |
| 2023/01/08 | 萬千星輝頒獎典禮2022                             | 頒獎嘉賓                                 |

#### 其他
| 年份 | 節目名                     | 備註 |
| 2007 | 澳洲翡翠互動嘉年華         |      |
| 2008 | 多倫多華裔小姐競選         |      |
|      | 香港舞台劇獎頒獎典禮       |      |
|      | 香港電影評論學會大獎頒獎禮 |      |
|      | CASH金帆音樂獎頒獎典禮     |      |

#### Now寬頻電視NOW TV
| 年份             | 節目名                                  | 備註 |
| 2010             | Cooking 媽嫲 第44集（100台）            | 嘉賓 |
| 2011             | CEO選拔賽（102台）                      |      |
| 2012             | 歐洲國家盃 / 叻人講波（SPORTS）         |      |
| 2012             | 煮角 第15集（101台）                    | 嘉賓 |
| 2012             | 關人煮事（101台）                       | 嘉賓 |
| 2013             | 球分（101台）                           | 嘉賓 |
| 2013             | Vinci's Code（102台）                   | 嘉賓 |
| 2013 - 2014      | 星級診症室（102台）                     | 嘉賓 |
| 2014             | Feel.純搞作（102台）                    | 嘉賓 |
| 2014             | 我的觀星世界（102台）                   |      |
| 2011 - 2015年9月 | 102觀星總部 / E+Focus / 雙梁計（102台） |      |

#### 有線寬頻i-CABLE
| 年份      | 節目名                       | 備註 |
| 1999-2001 | 開心.com                     |      |
| 2001-2002 | 娛樂熱賣10點半               |      |
| 2003      | 向左玩、向右玩               |      |
| 2011      | 肥媽當家                     |      |
| 2013      | 食德好・最佳女煮角（第八集） | 嘉賓 |
| 2013-2014 | 今日觀點嘉賓                 |      |
| 2015      | 娛樂熱辣辣                   | 嘉賓 |
| 2015      | 我愛煮食男（第一集）         | 嘉賓 |

#### 香港電台RTHK

##### 第一台
| 年份                  | 節目名                           | 備註 |
| 2005/04/18—2005/05/14 | 廣播劇《情繫十八區》之《不夜城》 |      |
| 2011/04/18—2011/05/14 | 廣播劇《情繫十八區》之《不夜城》 |      |
| 2018/06/13—2020/10/16 | 開心日報                         |      |
| 2019/04/06—           | 法醫研究所                       |      |

##### 第二台
| 年份                    | 節目名             | 備註 |
| 2000                    | 青春交響曲(周末版) |      |
| 2008/09/08 - 2011/06/10 | 有冇搞錯           |      |
| 2011/06/13 - 2016/11/25 | 瘋show快活人       |      |
| 2017/06/25 - 2018/04/15 | 一個鐘一個梁榮忠   |      |
| 2020/10/19 -            | 晨光第一線         |      |

##### 電視部
| 年份       | 節目名                                                 | 備註 |
| 2001       | 教育電視 小學常識科六年級 之 生命中不能承受的''煙''    |      |
| 2001       | 小心失控                                               |      |
| 2002       | 聘搏新年代                                             |      |
| 2003       | 創意點成金                                             |      |
| 2010       | 小學校際通識比賽2010                                   |      |
| 2010       | 教育電視 防火滅火保平安（消防安全家居篇）              |      |
| 2011       | 贏得樂 玩得喜                                          |      |
| 2011－2023 | 全港大專生機械人大賽                                   |      |
| 2012       | 《香港故事 (第19輯)》之《我們的品牌》                  |      |
| 2013       | 《香港故事 (第22輯)》之《快樂香港》                    |      |
| 2014       | 《來自火星的男人》之《我要做硬漢》及《住家男人》       |      |
| 2015       | 小學校際通識大賽2015第一集                             | 嘉賓 |
| 2016       | 《寵物情・人》之《校園裡的貓(上)》及《校園裡的貓(下)》 |      |
| 2016       | 《異鄉陌客》聲音導航                                   |      |
| 2019       | 《反胖大作戰》聲音導航                                 |      |
| 2019       | 《逃生工程》聲音導航                                   |      |
| 2021       | 《周末8點半》                                          |      |

#### 新城電台

##### 新城997
| 年份 | 節目名         | 備註 |
| 2000 | We Wet 3壯士   |      |
| 2005 | 聯FAN所 廣播劇 |      |

#### 商業電台

##### 雷霆881
| 年份 | 節目名         | 備註     |
| 2006 | 茶煲裡的查篤撐 | 客席主持 |

#### 星匯網
| 年份       | 節目名                        | 備註 |
| 2015/07/27 | 玩具魂第三季第十七集 - 高達魂 | 嘉賓 |

#### 花生台
| 年份       | 節目名     | 備註 |
| 2015/01/24 | 火燒万世橋 | 嘉賓 |

#### Youth Power Radio
| 年份    | 節目名                         | 備註 |
| 2012/05 | 《校園正能量》黑仔銘 大王 EP02 | 嘉賓 |

### 電影
| 年份 | 片名                                                                                           | 角色                                                  |
| 1989 | 我在黑社會的日子                                                                               | 阿德                                                  |
| 1991 | 著牛仔褲的鍾馗                                                                                 | 銀行劫匪小弟                                          |
| 1992 | 龍騰四海                                                                                       | 炸兩                                                  |
| 1993 | 芝士火腿                                                                                       | 馬生                                                  |
| 1993 | 臨時演員                                                                                       |                                                       |
| 1993 | 唐伯虎點秋香                                                                                   | 與唐伯虎較勁爭取進華府之人                            |
| 1993 | 黃飛鴻對黃飛鴻                                                                                 | 林天王                                                |
| 1993 | 廣東五虎                                                                                       |                                                       |
| 1993 | 傻大姐玩轉瘋人院                                                                               |                                                       |
| 1994 | 山雞變鳳凰                                                                                     |                                                       |
| 1994 | 九品芝麻官                                                                                     | 吳廣得（台譯：莫再蔣）                                |
| 1994 | 倫文敘老點柳先開                                                                               | 柳先開跟班                                            |
| 1994 | 中南海保鏢                                                                                     | 警察阿強                                              |
| 1994 | 破壞之王                                                                                       | 擂台賽播報員                                          |
| 1994 | 戀愛的天空台譯四個好色的女人                                                                   | Ben                                                   |
| 1994 | 正月十五之一生一世                                                                             |                                                       |
| 1994 | 九七風雲                                                                                       | 強尼                                                  |
| 1995 | 蜘蛛女                                                                                         |                                                       |
| 1995 | 橫紋刀劈扭紋柴                                                                                 |                                                       |
| 1996 | 正牌香蕉俱樂部                                                                                 |                                                       |
| 1997 | 迴轉壽屍之 撞鬼                                                                                | 阿甘                                                  |
| 1999 | 醫神                                                                                           |                                                       |
| 1999 | 我愛777                                                                                        |                                                       |
| 1999 | 天使之城                                                                                       |                                                       |
|      | 廚神                                                                                           |                                                       |
| 2001 | 非常小特務Spy Kids（粵語配音版）                                                               | 聲演 符碌先生                                         |
| 2003 | 百分百感覺2003                                                                                 |                                                       |
| 2003 | 靈靈狗Good Boy（粵語配音版）                                                                   | 聲演 畢奧雲                                           |
| 2003 | 非常小特務3 3D立體出擊Spy Kids 3-D（粵語配音版）                                               | 聲演 符碌先生                                         |
| 2004 | 墨斗先生                                                                                       |                                                       |
| 2004 | 拳館                                                                                           |                                                       |
| 2005 | V仔特工隊 Valiant（粵語配音版）                                                                | 聲演水銀上校                                          |
| 2006 | 左麟右李之我愛醫家人                                                                           |                                                       |
| 2009 | 明媚時光                                                                                       | 臧老師                                                |
| 2012 | 哭喪女                                                                                         | 心理醫生                                              |
| 2013 | 第七日的奇蹟（粵語配音版）《ひまわりと子犬の7日間》                                            | 聲演多角                                              |
| 2015 | 眼淚《杜琪峯與您「器官捐贈30秒短片」創意大賽 參賽及得獎作品》                                  | 導演、編劇及主演（詳見於獎項）                        |
| 2016 | XX 西裝友《第三屆 微電影「創+作」支援計劃(音樂篇)參賽及得獎作品》                              | 導演及編劇（詳見於獎項）                              |
| 2016 | 流星飛過後許願前的一秒《香港電台第二台 微電影》                                                | 導演、編劇及主演 飾 方Sir（首映日期：2016年11月26日） |
| 2019 | 一切原本井井有條《第六屆 微電影「創+作」支援計劃（音樂篇）資助組別二（專業組）參賽及得獎作品》 | 導演及編劇（詳見於獎項）                              |

### 舞台劇
| 年份      | 劇名                                | 地點                                     | 備註                           |
| 1989      | 手足情緣                            | 香港演藝學院                             |                                |
| 1989      | 鍾斯王                              | 香港演藝學院                             |                                |
| 1990      | 天后                                | 香港演藝學院                             |                                |
| 1995      | 撞板風流                            | 中天                                     |                                |
| 1997      | 窈窕淑女                            | 春天舞台                                 |                                |
| 1998      | 沒有童話的秋天                      | 演戲家族                                 |                                |
| 2001-2002 | 飛越愛河橋                          | 演戲家族                                 |                                |
| 2002-2003 | 戀愛輕飄飄                          | 演戲家族                                 | 首演-演員、重演-導演           |
| 2004      | Three Show                          |                                          | 梁榮忠、杜雯惠、羅敏莊聯合製作 |
| 2007      | 阿森與莎莉的花far世界               | 演戲家族                                 | 導演                           |
| 2008      | 花far世界                           | 演戲家族                                 | 導演                           |
| 2008      | 大顛世界                            | 香港戲劇協會                             | 導演                           |
| 2009      | 娛人飯局                            | 禾地山                                   | 導演                           |
| 2009      | 情信                                | 糊塗戲班                                 | 導演                           |
| 2010      | 不忠                                | 香港演藝學院                             |                                |
| 2010      | 天上人渣                            | Loft Stage x 楚城                        |                                |
| 2011      | 藍房間                              | 香港演藝學院                             |                                |
| 2011      | 辛辣人妻（首演及重演）              | Loft Stage                               | 導演                           |
| 2011      | 交響名人夢                          | Loft Stage                               |                                |
| 2011      | 書籍                                | 禾地山                                   | 導演                           |
| 2011      | B家蒸發                             | ie Studio                                | 導演                           |
| 2012      | 赤色‧藍房間                         | ie Studio                                | 演員、導演                     |
| 2013      | 一切原本井井有條                    | ie Studio                                | 編劇、導演                     |
| 2013      | 安全之旅                            | 香港電台第二台                           | 導演                           |
| 2014      | 扭計情殺案                          | 觀塘劇團                                 | 導演                           |
| 2014      | 同行抗毒劇場 另一個我               | 香港電台第二台                           | 導演                           |
| 2014      | 杜哈絲百年《如歌的中板 / 就這麼多》 | 康樂及文化事務署                         | 戲劇演出                       |
| 2015      | 斷到正                              | 觀塘劇團                                 | 導演                           |
| 2016      | 流星飛過後許願前的一秒              | 香港電台第二台、勞工處及「展翅青見計劃」 | 導演                           |

### 主唱歌曲
| 年份 | 歌曲                                          | 備註                                                                                       |
| 1993 | 扮膠袋的人《反斗最多星》                      | 阮兆祥、梁榮忠                                                                             |
| 1993 | 禮拜六冇節目《album》                         | 李克勤、梁榮忠、李家聲                                                                     |
| 2006 | 無所不能（藝能20周年紀念歌曲）《藝能 25週年》 | 譚詠麟、2R、余文樂、李克勤、張敬軒、梁榮忠、黃伊汶、黃家強、王菀之、溫碧霞、劉浩龍、林威辰 |
| 2007 | 超級戰隊（特攝《特搜戰隊》粵語片頭曲）        |                                                                                            |
| 2007 | 簡愛（音樂劇場《花far世界》原聲大碟）         |                                                                                            |

### MV
| 年份 | 歌曲 | 備註       |
| 1992 | 活著就是等待 （湯寶如 ） | 演出       |
| 1993 | 禮拜六冇節目（ 《album》李克勤、梁榮忠、李家聲）                                                                                             | 主唱及演出 |
| 2006 | 無所不能（藝能20周年紀念歌曲）（《藝能 25週年》譚詠麟、2R、余文樂、李克勤、張敬軒、梁榮忠、黃伊汶、黃家強、王菀之、溫碧霞、劉浩龍、林威辰 ） | 主唱及演出 |
| 2007 | 超級戰隊（特攝《特搜戰隊》粵語片頭曲） | 主唱及演出 |
| 2014 | 無朋友 （《精選到無朋友》李克勤） | 演出       |
| 2017 | 失魂記 （《30克》李克勤） | 導演       |
| 2019 | 印象 （鍾舒祺） | 導演       |

### 廣告
- 紅十字會捐血廣告（左麟右李齊捐血）（2004）
- PCCW電訊盈科（無數理由 不作他選 I、II、III）（2005）
- 100毛／毛記電視 Nature Valley（《仍是偵緝檔案》 第一集 大結局 - 零食失竊案）（2018）

### 演唱會
| 年份       | 演唱會                                                                                      | 備註                   |
| 2002       | 《新城唱好克勤音樂大派對》                                                                  | 嘉賓                   |
| 2003       | 《左麟右李演唱會2003》                                                                      | 嘉賓                   |
| 2004       | 《左麟右李04開心演唱會》失戀/霧之戀                                                         | 李克勤、譚詠麟、梁榮忠 |
| 2006       | 《李克勤得心應手演唱會》                                                                    | 嘉賓                   |
| 2008/10/29 | 《劉玉翠慈善個人演唱會》                                                                    | 嘉賓                   |
| 2010       | 《佐佐木功香港演唱會2010》                                                                  | 主持                   |
| 2011       | 《曹震豪Backstage音樂會》                                                                   | 嘉賓                   |
| 2013       | 《劉雅麗未了的約會演唱會》烈燄紅唇/黑色午夜/愛情陷阱/Monica/妖女/夏日寒風/Stand Up/冰山大火 | 劉雅麗、杜雯惠、梁榮忠 |

## 講座/工作坊/展覽/比賽
| 年份        | 名稱                                                           | 主辦機構                        | 備註   |
| 2000        | 「積金成果大匯串」展覽                                         | 強制性公積金計劃管理局          | 嘉賓   |
| 2011        | 「星級講者」升級講座                                           | 僱員再培訓局ERB服務中心(九龍西) | 嘉賓   |
| 2012        | 中英劇團戲劇及藝術中心開幕禮暨同樂日                           | 中英劇團                        | 嘉賓   |
| 2014        | 梁榮忠先生的高達系列作品全回顧                                 | 序言書室                        | 嘉賓   |
| 2014        | 中華才藝小姐國際大賽（香港賽區）                               | 昇輝娛樂國際有限公司            | 評判   |
| 2014        | 恒生夜話                                                       | 中文大學恒生樓                  | 嘉賓   |
| 2015 - 2016 | 聯校通識學生活動 之 家多一點愛話劇創作比賽》 初賽及決賽        | 家庭議會及香港電台              | 評審   |
| - 2016      | 《香港舞台劇獎》 常設獎項                                      | 香港戲劇協會                    | 評審   |
| - 2017      | 《GUNPLA BUILDERS WORLD CUP (GBWC)高達模型王大賽香港地區預賽》 | 萬代株式會社 模型事業部         | 評審員 |
| 2018        | 「愛‧延續」全港中學生短片創作比賽故事創作工作坊                | 香港器官移植基金會及香港電台    | 導師   |
| 2019        | 「愛‧延續」全港中學生短片創作比賽短片工作坊                    | 香港器官移植基金會及香港電台    | 導師   |
| 2019        | 「愛‧延續」全港中學生短片創作比賽                              | 香港器官移植基金會及香港電台    | 評審   |
| 2019        | 港日流行文化工作坊                                             | 香港中文大學日本研究學系        | 嘉賓   |

## 著作
| 年份 | 書名                                                               | 出版                 | 作者 |
| 2004 | 《高達模型塗彩改裝入門 》                                          | 指南針集團有限公司   | 玩家專訪 |
| 2005 | 《純屬愛情》                                                       | 一本堂               | 梁榮忠、丘凱敏                                                                                                 |
| 2006 | 《走在冰雹上的人：縱然是一步一驚心, 卻實實在在是他獨一無二的人生》 | 博益出版集團有限公司 | 梁榮忠 |
| 2009 | 《愛的禮物》                                                       | 博顥出版有限公司     | 梁榮忠、黃冠斌、姚婷芝、阿O、Morle                                                                             |
| 2010 | 《愛的禮物 2》                                                     | 博顥出版有限公司     | 梁榮忠、黃冠斌、姚婷芝、阿O、Morle                                                                             |
| 2010 | 《Blog Blog 齋》                                                   | 博顥出版有限公司     | 梁榮忠、黃冠斌、姚婷芝、阿O、Morle                                                                             |
| 2011 | 《全民Blog Blog 齋》                                               | 博顥出版有限公司     | 梁榮忠、黃冠斌、阿O、Morle、Eric、黃天頤、的神、超B、阿Lu、紫龍                                                |
| 2012 | 《潮文Blog Blog齋》                                                | 博顥出版有限公司     | 梁榮忠、黃冠斌、阿O、Morle、Eric、黃天頤、的神、超B、阿Lu、紫龍、Bear                                          |
| 2012 | 《一號排練室 Rehearsal Room One（第一幕）》                        | 同窗文化工房         | 梁榮忠、陳麗珠、張達明、黃秋生、謝君豪、黃真真、劉雅麗、麥兆輝、張錦程、陳曙曦、潘燦良、蘇玉華、陳淑儀、林小寶 |
| 2013 | 《情人Blog Blog齋》                                                | 博顥出版有限公司     | 梁榮忠、黃冠斌、阿O、Morle、Eric、黃天頤、的神、超B、阿Lu、紫龍、Bear                                          |
| 2013 | 《102觀星總部》                                                    | 博顥出版有限公司     | 梁榮忠、鄭文、陳俞希、梁奕倫、鄧伊玲、陳安立、劉振宇、陳秋璇                                                   |

## 獎項
| 年代   | 頒獎 | 獎項                          | 節目/劇集                              | 結果 |
| 1992年 | 1992年度《壹電視大獎》                                                                                                 | 十大電視節目 第九位           | 《卡拉屋企》                           | 獲獎 |
| 1992年 | 1992年度《壹電視大獎》                                                                                                 | 十大電視節目 第十位           | 《勁歌金曲》                           | 獲獎 |
| 1993年 | 1993年度《壹電視大獎》                                                                                                 | 十大電視節目 第二位           | 《卡拉屋企》                           | 獲獎 |
| 1993年 | 1993年度《壹電視大獎》                                                                                                 | 十大電視節目 第七位           | 《勁歌金曲》                           | 獲獎 |
| 1994年 | 1994年度《壹電視大獎》                                                                                                 | 十大電視節目 第四位           | 《勁歌金曲》                           | 獲獎 |
| 1996年 | 1996年度《壹電視大獎》                                                                                                 | 十大電視藝人 第三位           |                                        | 獲獎 |
| 1996年 | 1996年度《壹電視大獎》                                                                                                 | 十大電視節目 第三位           | 《刑事偵緝檔案》                       | 獲獎 |
| 1996年 | 1996年度《壹電視大獎》                                                                                                 | 十大電視節目 第一位           | 《刑事偵緝檔案II》                     | 獲獎 |
| 1997年 | 1997年度《壹電視大獎》                                                                                                 | 十大電視藝人 第六位           |                                        | 獲獎 |
| 1998年 | 香港電台第二台《娛樂滿天星電視選舉》                                                                                   | 最受歡迎電視劇集綠葉演員      |                                        | 獲獎 |
| 2005年 | 2005年度《萬千星輝賀台慶》得獎名單                                                                                     | 最佳綜藝資訊節目/最具創意節目 | 《殘酷一叮》                           | 獲獎 |
| 2006年 | 2006年度《壹電視大獎》                                                                                                 | 十大電視節目 第六位           | 《殘酷一叮》                           | 獲獎 |
| 2012年 | 全港電台收聽調查 | 十大最高收聽率電台節目        | 《瘋Show快活人》                       | 獲獎 |
| 2013年 | 全港電台收聽調查 | 十大最高收聽率電台節目        | 《瘋Show快活人》                       | 獲獎 |
| 2014年 | 全港電台收聽調查 | 十大最高收聽率電台節目        | 《瘋Show快活人》                       | 獲獎 |
| 2015年 | 全港電台收聽調查 | 十大最高收聽率電台節目        | 《瘋Show快活人》                       | 獲獎 |
| 2015年 | 身前行動主辦《杜琪峯與您「器官捐贈30秒短片」創意大賽》                                                                 | 公開組季軍 及 網上最受歡迎獎  | 短片《眼淚》（導演、編劇及主演）       | 獲獎 |
| 2016年 | 全港電台收聽調查 | 十大最高收聽率電台節目        | 《瘋Show快活人》                       | 獲獎 |
| 2016年 | 香港互動市務商會主辦、香港特別行政區政府「創意香港」贊助《第三屆 微電影「創+作」支援計劃(音樂篇)》                     | 最佳微電影編劇獎              | 短片《XX 西裝友》（導演及編劇）        | 獲獎 |
| 2016年 | 香港互動市務商會主辦、香港特別行政區政府「創意香港」贊助《第三屆 微電影「創+作」支援計劃(音樂篇)》                     | 最佳微電影製作大獎 - 銀獎     | 短片《XX 西裝友》（導演及編劇）        | 獲獎 |
| 2016年 | 香港互動市務商會主辦、香港特別行政區政府「創意香港」贊助《第三屆 微電影「創+作」支援計劃(音樂篇)》                     | 最佳微電影女主角 - 銅獎       | 短片《XX 西裝友》（導演及編劇）        | 獲獎 |
| 2019年 | 香港互動市務商會主辦、香港特別行政區政府「創意香港」贊助《第六屆 微電影「創+作」支援計劃(音樂篇)》資助組別二（專業組） | 最佳微電影編劇獎              | 短片《一切原本井井有條》（導演及編劇） | 獲獎 |
| 2019年 | 香港互動市務商會主辦、香港特別行政區政府「創意香港」贊助《第六屆 微電影「創+作」支援計劃(音樂篇)》資助組別二（專業組） | 最佳微電影攝影獎              | 短片《一切原本井井有條》（導演及編劇） | 獲獎 |
| 2019年 | 香港互動市務商會主辦、香港特別行政區政府「創意香港」贊助《第六屆 微電影「創+作」支援計劃(音樂篇)》資助組別二（專業組） | 最佳微電影製作大獎 - 銀獎     | 短片《一切原本井井有條》（導演及編劇） | 獲獎 |
| 2019年 | 香港互動市務商會主辦、香港特別行政區政府「創意香港」贊助《第六屆 微電影「創+作」支援計劃(音樂篇)》資助組別二（專業組） | 最佳微電影女主角 - 銀獎       | 短片《一切原本井井有條》（導演及編劇） | 獲獎 |
| 2020年 | 全港電台收聽調查 | 十大最高收聽率電台節目        | 《開心日報》                           | 獲獎 |
| 2020年 | 全港電台收聽調查 | 十大最受歡迎香港電台節目主持  | 《開心日報》                           | 獲獎 |

## 相關
- 坑尾村

## 外部連結
- 梁榮忠在互联网电影资料库（IMDb）上的資料（英文）
- 梁榮忠在香港影庫上的簡介
- 梁榮忠在豆瓣上的资料（简体中文）
- 梁榮忠在时光网上的簡介（简体中文）
- 梁榮忠 （页面存档备份，存于）：中文電影資料庫